# اقتصاد الفاتيكان
الاقتصاد غير التجاري والفريد من نوعه لمدينة الفاتيكان يدعمه مالياً مساهمات (المعروفة باسم بنس بطرس) من الكنيسة الرومانية الكاثوليكية من جميع أنحاء العالم، وبيع الطوابع البريدية والتذكارات السياحية، ورسوم القبول للمتاحف، وبيع المطبوعات.
تنظم «الدائرة العادية لأملاك الكرسي الرسولي» الشؤون المالية، وتتمتع بسلطة مطلقة تقريبًا، وهي لجنة كردنالية وتحوي مستشارين ماليين وإداريين. اللجنة الثانية هي «الدائرة الخاصة» والتي تختصّ بإدارة المال الذي دفعته المملكة الإيطالية سنة 1920 إلى الكرسي الرسولي بموجب اتفاقيات لاتران مقابل تنازل البابا عن أراضي ملكه للدولة الإيطالية؛ وهي في قيمة تلك الحقبة كانت مليار ليرة إيطالية سندات و 750 مليون نقدًا؛ حوّلت جميعها إلى ذلك وأودعت في ثلاث مصارف في بريطانيا وسويسرا وأغلبها الولايات المتحدة؛ ولا يتم الصرف من رأس المال ذاته بل من فوائده فقط.
«الإدارة الخاصة» لأملاك الفاتيكان استحدثها البابا بيوس الثاني عشر، وكانت قبل ذلك تخضع لإدارة البابا مباشرة. أما المصرف الفاتيكاني فيدعى «المؤسسة لأجل الأعمال الدينية» (بالإيطالية: stituto per le Opere di Religione  – IOR)‏ وقد استحدثه البابا بيوس الثاني عشر أيضًا عام 1942 وهو يقبل الودائع ويقوم بجميع العمليات المصرفية وتشرف عليه لجنة كردنالية أيضًا، غير أنه لا يقبل التعامل إلا مع حملة الجنسية الفاتيكانية، وإكليروس أبرشية روما والرهبانيات. وإلى جوانب عوائد الإدارة الخاصة وأرباح المصرف الفاتيكاني، فإن دخل الدولة يأتي أساسًا من بيع الطوابع ورسوم زيارة المتاحف أو استخدام وثائق المكتبة الفاتيكانية، وبيع التذكارات الدينية، إلى جانب ما يعرف باسم «بنس القديس بطرس» أو «دينار القديس بطرس» وهي أشبه بصدقة اختيارية من كنائس العالم أجمع إلى الفاتيكان، وتعتبر «من الوجهة المالية الضريبة الأغرب في العالم من حيث صعوبة ضبطها وتحديدها».
العمل التجاري والإعلانات ممنوعان في الفاتيكان، أسعار السلع أرخص منها في روما بحكم انتفاء الجمارك عنها، ورواتب الموظفين أعلى بقليل مما هي عليه في روما؛ يبلغ عددهم نحو ثلاث آلاف عامل، ولا تفرض عليهم ضريبة أو بدل إيجار في حال سكنهم داخل المدينة. تتعامل الدولة باليورو، وهناك مصنع صغير لضرب العملات المعدنية أو العملات، وغالبًا ما تحمل صورة البابا. بالنسبة للمصانع، فإن الفاتيكان يدير مصنعًا صغيرًا لإنتاج الفسيفساء ومصنعًا صغيرًا آخر لصناعة التذكارات الدينية والسياحية؛ أما الكهرباء والمياه فهي تقدم من قبل إيطاليا، ولا يوجد في الفاتيكان أي مركز لها.